# Città della Somalia
Di seguito un elenco delle maggiori città della Somalia, ordinate per numero di abitanti e divise per regione, nonché ulteriormente riportate in ordine alfabetico.

## Città principali in ordine alfabetico

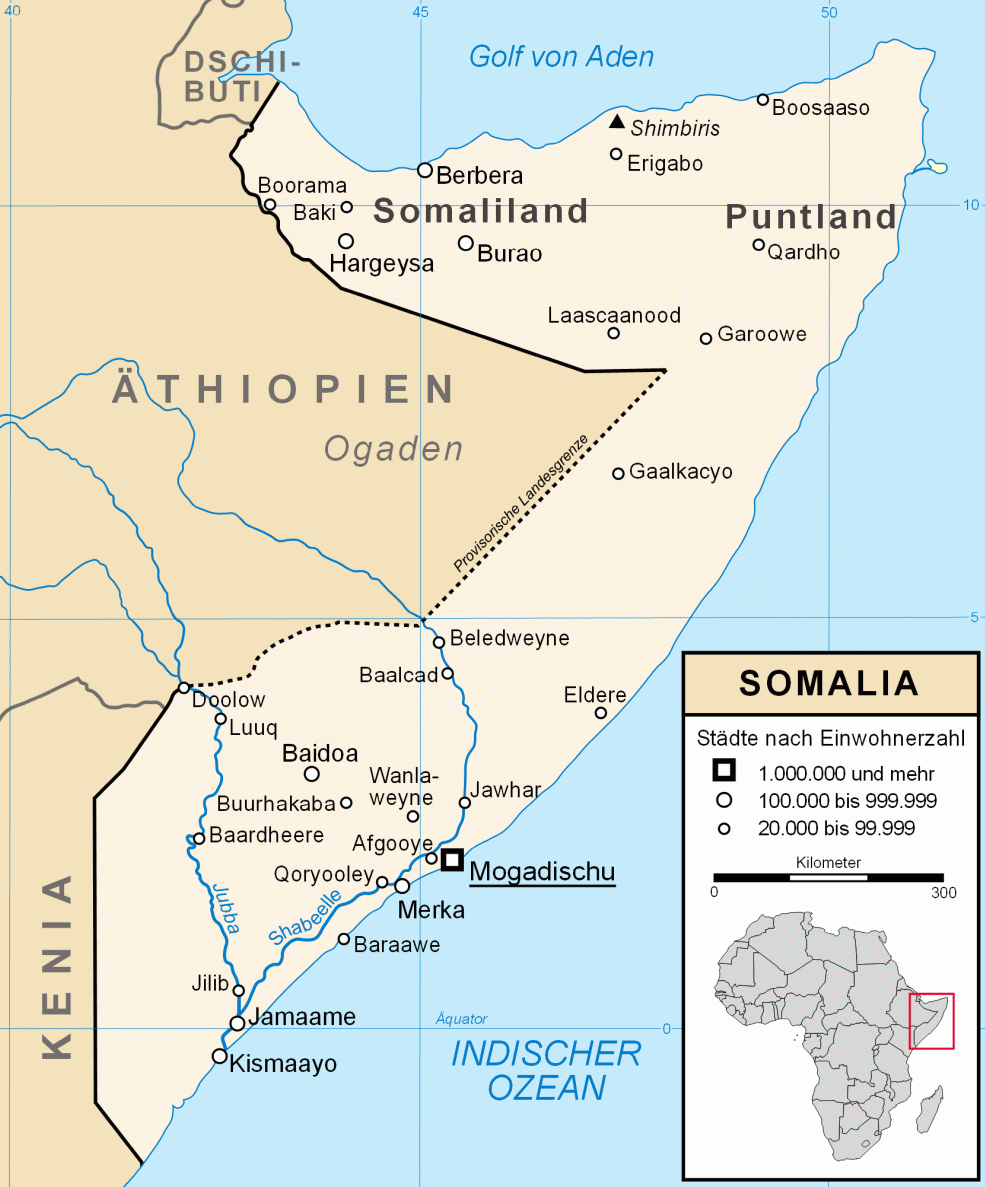
Cartina della Somalia

- Afgoi
- Bardera
- Brava
- Baidoa
- Belet Uen
- Bender Beila
- Berbera
- Berreda
- Bosaso
- Bu'aale
- Burao
- Bulo Burti
- Buurweyn
- Bur Acaba

- Ceel Gaal
- Ceelbuur
- Ceeldheere
- Ceerigaabo
- Chisimaio
- Coriolei
- Dusa Mareb
- Eil
- Garba Harre
- Galdogob
- Gallacaio
- Garoe
- Gelib
- Giohar

- Hargheisa
- Jirriiban
- Laas Dawaco
- Las Gorei
- Lugh
- Mareeq
- Merca
- Mogadiscio
- Obbia
- Oddur
- Gardo
- Sarmaanyo
- Saylac
- Uanle Uen